# 錫薩赫

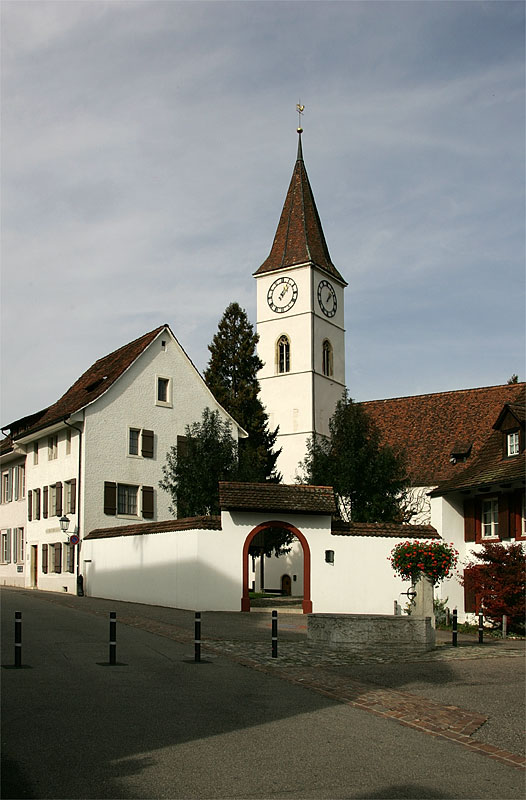

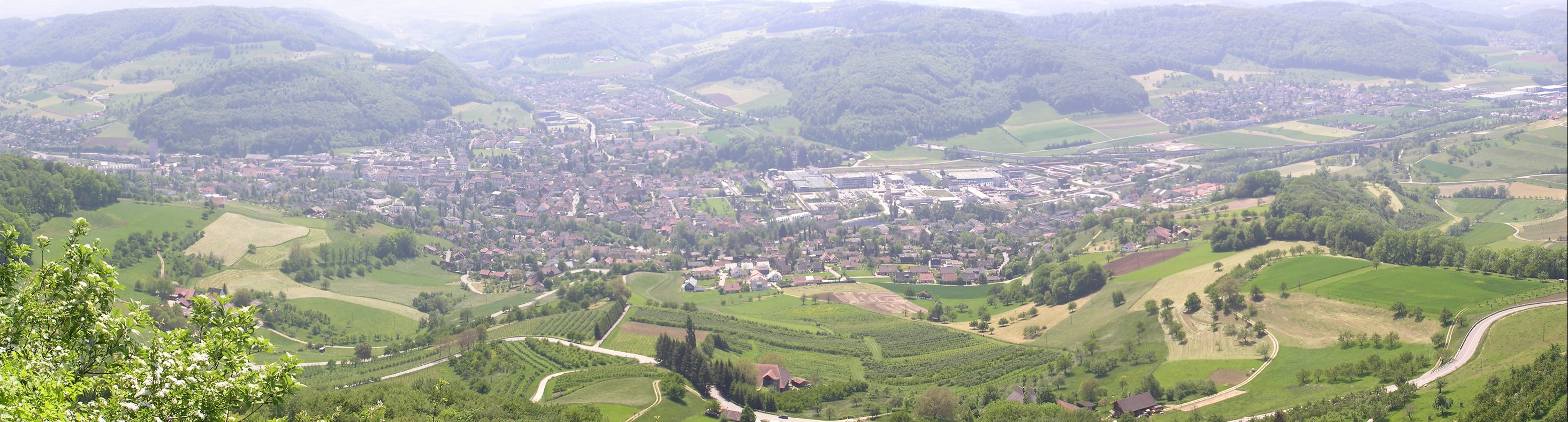

錫薩赫（Sissach）是瑞士的城鎮，由巴塞爾鄉村州負責管轄，海拔高度376米，面積8.87平方公里，每年平均降雨量1,027毫米，2012年人口6,274，人口密度為每平方公里707人。

## 外部連結
- Official website （页面存档备份，存于） （德文）